# Segunda División de España 1930-31
La temporada 1930–31 de la Segunda División de España de fútbol corresponde a la 3.ª edición del campeonato y se disputó entre el 7 de diciembre de 1930 y el 5 de abril de 1931, aunque el Real Murcia disputó dos encuentros aplazados ante Deportivo y Oviedo el 6 y 26 de abril.
El vencedor de esa temporada fue el Valencia Fútbol Club.

## Sistema de competición
La Segunda División de España 1930/31 fue organizada por la Real Federación Española de Fútbol.
Como en la temporada precedente, el torneo constaba de un grupo único integrado por diez clubes de toda la geografía española. Siguiendo un sistema de liga, los diez equipos se enfrentaron todos contra todos en dos ocasiones -una en campo propio y otra en campo contrario- sumando un total de dieciocho jornadas. El orden de los encuentros se decidió por sorteo antes de empezar la competición.
La clasificación final se estableció con arreglo a los puntos obtenidos en cada enfrentamiento, a razón de dos por partido ganado, uno por empatado y ninguno en caso de derrota. Si al finalizar el campeonato dos equipos sumaban la misma puntuación, los mecanismos establecidos por el reglamento para desempatar la clasificación eran los siguientes:
1. Los resultados particulares entre los equipos empatados (como si hubiesen disputado una liguilla entre ellos).
2. Si persistía el empate, el que tuviese el mejor cociente de goles (promedio entre el número de goles marcados y los recibidos).

El equipo que más puntos sumó al final del campeonato se proclamó campeón de Segunda División y ascendió directamente a Primera División para la siguiente temporada, siendo reemplazado por el último clasificado de esta categoría.
En cambio, el último clasificado de Segunda esta temporada fue descendido a Tercera División, siendo reemplazo en la próxima edición por el campeón de la fase de ascenso de dicha categoría.

## Clubes participantes
| Datos de ascensos y descensos con respecto a la temporada anterior |
| --- |
| Athletic de Madrid desciende de Primera División. Deportivo Alavés asciende a Primera División. Cultural Leonesa desciende a Tercera División. CD Castellón asciende a Segunda División. |

| Equipo                           | Ciudad    | Estadio          |
| -------------------------------- | --------- | ---------------- |
| Athletic Club de Madrid          | Madrid    | Metropolitano    |
| Real Betis Balompié              | Sevilla   | Patronato Obrero |
| Club Deportivo Castellón         | Castellón | El Sequiol       |
| Real Club Deportivo de La Coruña | La Coruña | Riazor           |
| Iberia Sport Club                | Zaragoza  | Torrero          |
| Real Murcia                      | Murcia    | La Condomina     |
| Real Oviedo                      | Oviedo    | Buenavista       |
| Sevilla Football Club            | Sevilla   | Nervión          |
| Real Sporting de Gijón           | Gijón     | El Molinón       |
| Valencia Football Club           | Valencia  | Mestalla         |

## Clasificación final
| Pos. | Equipo                    | Pts. | PJ | G  | E | P  | GF | GC | Dif. | Clasificación               |
| ---- | ------------------------- | ---- | -- | -- | - | -- | -- | -- | ---- | --------------------------- |
| 1    | Valencia F. C. (C, A)     | 26   | 18 | 12 | 2 | 4  | 37 | 25 | +12  | Ascenso a Primera División  |
| 2    | Sevilla F. C.             | 23   | 18 | 10 | 3 | 5  | 42 | 26 | +16  |                             |
| 3    | Athletic de Madrid        | 23   | 18 | 11 | 1 | 6  | 47 | 31 | +16  |                             |
| 4    | Sporting de Gijón         | 18   | 18 | 8  | 2 | 8  | 48 | 32 | +16  |                             |
| 5    | C. D. Castellón           | 18   | 18 | 6  | 6 | 6  | 27 | 31 | −4   |                             |
| 6    | Real Betis                | 17   | 18 | 7  | 3 | 8  | 25 | 36 | −11  |                             |
| 7    | Real Murcia F. C.         | 14   | 18 | 6  | 2 | 10 | 29 | 46 | −17  |                             |
| 8    | Real Oviedo F. C.         | 14   | 18 | 4  | 6 | 8  | 39 | 41 | −2   |                             |
| 9    | R. C. Deportivo La Coruña | 14   | 18 | 6  | 2 | 10 | 32 | 43 | −11  |                             |
| 10   | Iberia S. C. (D)          | 13   | 18 | 5  | 3 | 10 | 23 | 38 | −15  | Descenso a Tercera División |

 Fuente: BDFutbol
Criterios de clasificación: Puntos · Diferencia de goles · Goles a favor · Play-off

## Resultados
| Local \ Visitante         | ATM | BET | CAS | DEP | IBE | MUR | OVI | SEV | SPO | VAL |
| ------------------------- | --- | --- | --- | --- | --- | --- | --- | --- | --- | --- |
| Athletic de Madrid        | —   | 5–1 | 3–0 | 1–0 | 4–1 | 6–1 | 3–2 | 2–0 | 4–1 | 3–0 |
| Real Betis                | 2–3 | —   | 1–1 | 4–3 | 2–1 | 3–0 | 3–2 | 0–1 | 2–0 | 0–1 |
| C. D. Castellón           | 4–1 | 1–2 | —   | 2–1 | 4–0 | 1–3 | 1–0 | 3–3 | 1–0 | 1–1 |
| R. C. Deportivo La Coruña | 5–2 | 2–1 | 1–1 | —   | 4–0 | 5–4 | 4–4 | 2–1 | 1–0 | 1–2 |
| Iberia S. C.              | 1–0 | 2–0 | 0–0 | 2–0 | —   | 1–2 | 2–1 | 0–2 | 3–3 | 5–0 |
| Real Murcia F. C.         | 0–3 | 1–2 | 1–2 | 4–0 | 1–1 | —   | 3–2 | 2–1 | 4–1 | 1–2 |
| Real Oviedo F. C.         | 4–1 | 2–2 | 2–2 | 4–1 | 5–3 | 1–1 | —   | 3–3 | 3–1 | 1–1 |
| Sevilla F. C.             | 3–1 | 0–0 | 3–1 | 5–2 | 3–0 | 4–1 | 3–0 | —   | 4–1 | 5–0 |
| Sporting de Gijón         | 2–2 | 5–0 | 7–2 | 3–0 | 5–1 | 9–0 | 2–1 | 6–0 | —   | 2–1 |
| Valencia F. C.            | 4–3 | 6–0 | 2–0 | 3–0 | 2–0 | 2–0 | 5–2 | 2–1 | 3–0 | —   |

## Resumen
Campeón de Segunda División y asciende a Primera División:
| - Valencia Football Club |

Desciende a Tercera división: 
| - Iberia Sport Club |